# Stefanie Schäfer

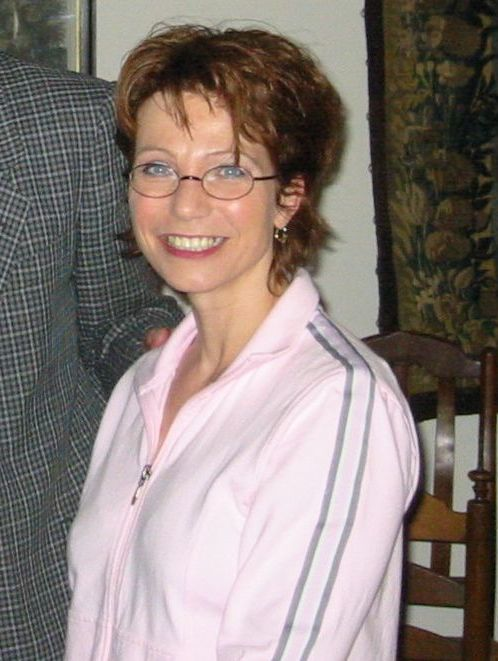
Stefanie Schäfer

Stefanie Schäfer (* 16. August 1963 in Wetzlar) ist eine deutsche Übersetzerin.

## Leben
Stefanie Schäfer studierte die Fächer Niederländisch, Französisch und Allgemeine Sprachwissenschaft an den Universitäten Heidelberg und Köln, das sie mit dem Magistergrad abschloss. Seit 1996 ist sie als freiberufliche Übersetzerin tätig. Sie lebt in Köln.
Stefanie Schäfer übersetzt erzählende Werke und Sachbücher aus dem Niederländischen, Afrikaans, Englischen und Französischen.
Von 1997 bis 1999 war Schäfer die Trägerin des vom Verband deutschsprachiger Übersetzer literarischer und wissenschaftlicher Werke, VdÜ, gestifteten Hieronymusrings, eines Wanderpreises, den sie an Brigitte Große weitergab.

## Übersetzungen
- Clark Accord: Königin der Huren, München 2000
- Anna Alter: Der sudanesische Schmetterling, Frankfurt am Main 2006
- René Appel: Ein Opfer der Umstände, München 2003
- Pieter Aspe: Blaues Blut, Frankfurt, M. 2008
- Pieter Aspe: Die Kinder des Chronos, Frankfurt am Main 2006
- Pieter Aspe: Die Midas-Morde, Frankfurt am Main 2005
- Pieter Aspe: Das Quadrat der Rache, Frankfurt am Main 2005
- Pieter Aspe: Die vierte Gestalt, Frankfurt M. 2007
- Jean-Marc Aubert: Bambus, Hildesheim 1998
- Stefan Bachmann: Die Letzten Hexen von Blackbird Castle, Zürich 2023
- Patsy Backx: Stupsie und Jan, Hildesheim 1998
- Fred Bernard: Die verschwundene Ameisenkönigin, Hildesheim 1997
- Noëlle Bittner: Vom Zauber schöner Dinge aus den USA, Hildesheim 1999
- Françoise de Bonneville: Weißwäsche, Hildesheim 1998
- Sarah Britten: Ihr seid anders, wir sind besser, München 2004
- Max de Bruijn: Wie werde ich Bill Gates?, Frankfurt am Main 2000
- Allyson Braithwaite Condie: Cassia & Ky, Frankfurt

1. Die Auswahl, 2011
2. Die Flucht, 2012
3. Die Ankunft, 2013

- Luc Deflo: Ins blanke Messer, München 2009
- Luc Deflo: Nackte Seelen, München 2007
- Luc Deflo: Todeswahn, München 2011
- Luc Deflo: Totenspur, München 2008
- Catherine Donzel: Geliebte Blumen, Hildesheim 1998
- Arthur Conan Doyle: Der Hund von Baskerville, Hildesheim 2001
- Guido Eekhaut: Schwarze Kanäle, Reinbek bei Hamburg 2011
- Elle Eggels: Die Liebe meiner Schwester, Frankfurt am Main 2003
- Marie-Florence Ehret: Tochter der Krokodile, Wuppertal 2009
- Lillian Eige: Flugversuche, Hildesheim 2002
- Frank Furedi: Die Elternparanoia, Frankfurt am Main 2002
- Rachelle Greeff: Wohin der Wind dich trägt, München [u. a.] 1999
- Sandra Gulland: Die Sonne des Königs, Frankfurt, M. 2009
- Hans Hagen: Die Nacht der Trommler, Wuppertal 2008
- Etienne van Heerden: Das lange Schweigen, München 2004
- Daniëlle Hermans: Das Tulpenvirus, München [u. a.] 2009 (übersetzt zusammen mit Heike Baryga)
- Mick Herron: Slow Horses, Zürich 2018
- Thomas Hoeps: Höchstgebot, Dortmund 2012
- Thomas Hoeps: Das Lügenarchiv, Dortmund 2009
- Ingrid Hoogervorst: Die Wut der anderen, Frankfurt am Main 2004
- Amanda Howells: Der Sommer der silbernen Wellen, Frankfurt, M. 2012
- Peter James: Nur dein Leben, Frankfurt, M. 2012
- Johann Barthold Jongkind, Köln 2004
- Eric Joly: Jagd & Jagdwaffen, München 1998 (übersetzt zusammen mit Matthias Wolf)
- Elsa Joubert: Regenbogenland, München 2005
- Shafique Keshavjee: Der König, der Weise und der Narr, München 2000
- Mensje van Keulen: Die rote Schlinge, München 2001
- Rindert Kromhout: Peppino, Hildesheim 1997
- Rindert Kromhout: Seltsame Vögel, Hildesheim 1998
- Rik Kuiper: Warum Männer nur mit Perücke Fahrrad fahren sollten, Frankfurt am Main 2009
- Benjamin Lacombe: Hexenalmanach, Berlin 2009
- Benjamin Lacombe: Lisbeth, die kleine Hexe, Berlin 2009
- Erik L’Homme: Phaenomen, Berlin 2009
- Jacqueline van Maarsen: Die Erbschaft, Frankfurt am Main 2006
- Jacqueline van Maarsen: Ich heiße Anne, sagte sie, Anne Frank, Frankfurt am Main 2004
- Jacqueline van Maarsen: Meine Freundin Anne Frank, München 1997
- Christian Makarian: Maria aus Nazareth, Hildesheim 1997
- Tom Martin: Der Tibet-Code, Frankfurt, M. 2011
- Bob Mendes: Cybermafia, München 1997
- Deon Meyer: Dreizehn Stunden, Berlin 2010
- Deon Meyer: Rote Spur, Berlin 2011
- Deon Meyer: Schwarz, weiß, tot, Berlin 2009
- Adrian Mitchell: Die Irrfahrten des Odysseus, Hildesheim 2000
- Anton Moonen: Berühmt!, Frankfurt am Main 2008
- Chris O’Byrne: Vom Zauber schöner Dinge aus Frankreich, Hildesheim 1998
- Kees Opmeer: Ein Versteck wie damals, Wuppertal 2001
- Floortje Peneder: Wie ein kalter Griff an mein Herz, München 1996
- Elvin Post: Die Meisterdiebe, Rheda-Wiedenbrück [u. a.] 2007
- Alix de Saint-André: Die Enzyklopädie der Engel, Frankfurt am Main 2001
- Mineke Schipper: Heirate nie eine Frau mit großen Füßen, Frankfurt am Main 2007
- Peter Slabbynck: Pauline Spürnase, Hildesheim 1999
- Irene Smit: Lippenstift und Teddybär, München 2006
- Michael Stanley: Kubu und der Tote in der Wüste, Frankfurt am Main 2010
- Michael Stanley: Kubu und der zweite Tod von Goodluck Tinubu, Frankfurt am Main 2011
- Rosita Steenbeek: Etruskische Schatten, München 2001
- Jeffrey Stepakoff: Wenn es blaue Sterne regnet, Frankfurt, M. 2011
- Anne de Stoop: Lebenskunst in Portugal, Hildesheim 1997
- Shelle Sumners: Wie Tyler Wilkie mein Leben auf den Kopf stellt und was ich dagegen tun werde, Frankfurt, M. 2013
- Charles den Tex: Die Macht des Mr. Miller, Dortmund 2007
- Charles den Tex: Password, Dortmund 2011
- Charles den Tex: Die Zelle, Dortmund 2009
- Felix Thijssen: Caroline, Dortmund 2003
- Felix Thijssen: Charlotte, Dortmund 2004
- Felix Thijssen: Cleopatra, Dortmund 2000
- Felix Thijssen: Finstere Wasser, Dortmund 2007
- Felix Thijssen: Ingrid, Dortmund 2003
- Felix Thijssen: Isabelle, Dortmund 2002
- Felix Thijssen: Rebecca, Dortmund 2006
- Felix Thijssen: Rosa, Dortmund 2005
- Felix Thijssen: Tiffany, Dortmund 2002
- Jac. Toes: Auf der Strecke geblieben, Dortmund 2001
- Jac. Toes: Fotofinish, Dortmund 2004
- Jac. Toes: Der freie Mann, Dortmund 2005
- Jac. Toes: Die kleine Lüge, Dortmund 2007
- Jac. Toes: Tief gesunken, Dortmund 2002
- Jac. Toes: Verrat, Dortmund 2003
- Karel Van Miert: Markt, Macht, Wettbewerb, Stuttgart [u. a.] 2000
- Edith Velmas- van Hessen: Ich wollte immer glücklich sein, Wien 1999
- Eben Venter: Burenfoxtrott, Hildesheim 1996
- Paul Verhaegen: Omega minor, Frankfurt am Main 2006
- Esther Verhoef: Abscheu, München 2012
- Esther Verhoef: Hingabe, München 2010
- Esther Verhoef: Rastlos, Dortmund 2006
- Esther Verhoef: Verfallen, München 2011
- Jacob Vis: Der Kopf von Ijsselmonde, Dortmund 2004
- Jacob Vis: Silvesterknaller, Dortmund 2005
- Marita van der Vyver: Das Licht in ihren Augen, Bergisch Gladbach 2009
- Claire Watts: Retter im Einsatz, Hildesheim 2001
- Leon de Winter: Stadt der Hunde, Zürich 2025